# Бързолети
Бързолетите (Apus) са род дребни птици от семейство Бързолетови (Apodidae), разред Бързолетоподобни (Apodiformes). Дължината на тялото им е между 15 и 20 cm, размаха на крилете 35-55 cm и тежат 30-100 гр. Оцветени са в еднообразни тъмни тонове, като понякога гушата и гърдите са по-светли. Нямат изразен външен полов диморфизъм. Мъжките и женските обаче се различават по характеристики на песента, както е документирано за Apus apus. Летят изключително добре и с много висока скорост.

## Разпространение
Прелетни птици. В България се срещат следните 3 вида:
- Apus pallidus -- Блед бързолет
- Apus apus -- Черен бързолет
- Apus melba -- Алпийски (белогръд) бързолет (по-новото название е Tachymarptis melba)

Макар на български консесусно Apus apus да е наричан „Черен бързолет“, на латински името е чисто репрезентативно за рода Apus и на английски се разчита като "Common swift", или Обикновен бързолет. Има и друг представител на сем. Бързолетови, от род – Cypseloides, на име Cypseloides niger, букв. Черен бързолет или Black swift на англ., който не се среща в България, но представлява голям интерес за изучаващите Бързолетови.

## Начин на живот и хранене
Прекарват почти целия си живот в полет. Кацат единствено по време на размножителния период, когато мътят. Хранят се с дребни летящи насекоми, предимно комари и мушици, които улавят летейки с широко отворена човка, като в сакче. Нощем се издигат на около 2000 m височина и спят летейки, като леко забавят маховете на крилете си.

## Размножаване
Гнездят в скалисти местности, входове на пещери, високи сгради. Гнездото е изградено от слюнка и фина глина. Снасят 2, много рядко 3 бели сферични яйца, които мътят и двамата родители. Малките се излюпват слепи и безпомощни. Хранят ги и двамата родители с насекоми, които са събирали през деня в "сакчето", намиращо се след тяхната човка. Годишно отглеждат едно люпило.

## Допълнителни сведения
В България и трите вида от рода са защитени.
В късно-плиоценското палеонтологично находище край гр. Вършец отпреди 2,25 млн. години от палеоорнитолога проф. Златозар Боев са открити костни останки от бараненски бързолет (Apus baranensis) – един от най-малките известни, както изкопаеми, така и съвременни бързолети в света.

## Списък на видовете
Род Бързолети
- Вид †Apus gaillardi
- Вид †Apus wetmorei
- Вид †Apus baranensis -- Бараненски бързолет
- Вид †Apus submelba
- Вид Apus acuticauda -- Черноопашат бързолет
- Вид Apus aequatorialis -- Пъстър бързолет
- Вид Apus affinis -- Малък бързолет
- Вид Apus alexandri -- Бързолет на Александър
- Вид Apus apus -- Черен бързолет
- Вид Apus balstoni -- Мадагаскарски бързолет
- Вид Apus barbatus -- Африкански бързолет
- Вид Apus batesi -- Бързолет на Бейтс
- Вид Apus berliozi -- Бързолет на Фордбс-Уотсън
- Вид Apus bradfieldi -- Бързолет на Брадфилд
- Вид Apus caffer -- Белоопашат бързолет
- Вид Apus horus -- Бързолет на Хорус
- Вид Apus melba -- Алпийски бързолет (по нови класификации Tachymarptis melba)
- Вид Apus niansae -- Нианзки бързолет
- Вид Apus nipalensis -- Домашен бързолет
- Вид Apus pacificus -- Тихоокеански бързолет
- Вид Apus pallidus -- Блед бързолет
- Вид Apus toulsoni
- Вид Apus unicolor -- Едноцветен бързолет